# اوکسیتانی (ناحیه اداری)
اوکسیتانی (به زبان فرانسوی: Occitanie,تلفظ فرانسوی: [ɔksitani]; اکسیتان: Occitània, کاتالونیایی: Occitània) پیشتر: لانگدُک‌روسیون و میدی‌پیرنه (به فرانسوی: Languedoc-Roussillon, Midi-Pyrénées) از ناحیه‌های فرانسه است که پس از اصلاحات سرزمینی در ۲۰۱۴ با ادغام لانگدُک‌روسیون، و پیرنه میانه تشکیل شد. این ناحیه از ۱ ژانویه ۲۰۱۶ به وجود آمد.
شورای دولتی فرانسه در ۳۰ سپتامبر ۲۰۱۶ نام اکسیتانی را برای این ناحیه تصویب کرد.

## خصوصیات
لانگداک-روسیون-پیرنه میانه ۵٬۶۲۶٬۸۵۸ نفر جمعیت دارد.

## دپارتمان‌ها
| کد | نقوش پرچمی 1                  | دپارتمان            | مرکز       | نامگذاری شده به افتخارها | جمعیت(۲۰۱۳) |
| -- | ----------------------------- | ------------------- | ---------- | ------------------------ | ----------- |
| ۰۹ | Coat of arms of department 09 | آرییژ               | فوآ        | Ariège (river)           | ۱۵۲٬۶۸۴     |
| ۱۱ | Coat of arms of department 11 | اود                 | کارکاسون   | اد                       | ۳۶۴٬۸۷۷     |
| ۱۲ | Coat of arms of department 12 | آویرون              | ردز        | اورون                    | ۲۷۷٬۷۴۰     |
| ۳۰ | Coat of arms of department 30 | گار                 | نیم        | گاردون                   | ۷۳۳٬۲۰۱     |
| ۳۱ | Coat of arms of department 31 | اوت-گارون           | تولوز      | گارون                    | ۱٬۲۹۸٬۵۶۲   |
| ۳۲ | Coat of arms of department 32 | ژر                  | اش، فرانسه | ژر                       | ۱۹۰٬۲۷۶     |
| ۳۴ | Coat of arms of department 34 | شهرستان ارو، فرانسه | مون‌پلیه    | ارو                      | ۱٬۰۹۲٬۳۳۱   |
| ۴۶ | Coat of arms of department 46 | لو (بخش)            | کئور       | لت                       | ۱۷۳٬۷۵۸     |
| ۴۸ | Coat of arms of department 48 | لوزر                | ماند، لوزر | Mont Lozère              | ۷۶٬۶۰۷      |
| ۶۵ | Coat of arms of department 65 | اوت-پیرنه           | تارب       | پیرنه                    | ۲۲۸٬۸۶۸     |
| ۶۶ | Coat of arms of department 66 | پیرنه-اورینتال      | پرپینیان   | پیرنه                    | ۴۶۲٬۷۰۵     |
| ۸۱ | Coat of arms of department 81 | تارن                | البی       | Tarn (river)             | ۳۸۱٬۹۲۷     |
| ۸۲ | Coat of arms of department 82 | تارن-ا-گارون        | مونتوبان   | رودهای Tarn و گارون      | ۲۵۰٬۳۴۲     |